# Tegernbach (Mittelstetten)
Tegernbach ist ein Gemeindeteil von Mittelstetten im oberbayerischen Landkreis Fürstenfeldbruck. Das Kirchdorf liegt circa zwei Kilometer nordwestlich von Mittelstetten.

## Geschichte
Herzog Welf VI. gab 1147 zu seiner Gründung des Klosters Steingaden u. a. auch Höfe in Tegernbach. Im Jahr 1331 wird im Ort ein Burgstall erwähnt, der sich im Besitz des Klosters Fürstenfeld befand. 

## Baudenkmäler
Siehe auch: Liste der Baudenkmäler in Tegernbach
- Katholische Filialkirche St. Stephan und Magdalena

## Bodendenkmäler
Siehe: Liste der Bodendenkmäler in Mittelstetten (Oberbayern)